# Virola pavonis
Virola pavonis là một loài thân gỗ thuộc họ Myristicaceae. Loài này có ở Brasil (Acre, Amazonas, Mato Grosso, Pará, Rondonia), Colombia, Ecuador, Peru và Venezuela. Quả hình khối elíp dài 36–42 mm và đường kính 30–34 mm.
Cây trưởng thành cao khoảng 15-30m.